# فايسنفلس
فايسنفلس (بالألمانية: Weißenfels) هي بلدة و بلدة ألمانية تقع في ساكسونيا أنهالت في ألمانيا. يقدر عدد سكانها بـ 33,436 نسمة .

## المدن التوأمة
مدن كرونوستهايم و كومارنو هي مدن توأمة لفايسنفلس.

## أعلام
- مارسيل سشيد
- أندرياس
- كريستيان شرايبر
- جيزينه فالتر
- لويز فون فرانسوا
- هانز شوارز
- يوهان بير
- نوفاليس
- يوهان فيليب كرايغر